# Ramon Sangüesa i Solé
Ramon Sangüesa i Solé (1961) és un investigador català, fundador i director de Equipo Cafeína, una plataforma d'investigació i comunicació. Amb un doctorat en Intel·ligència Artificial i Aprenentatge Automàtic, 20 anys d'investigació i docència a la Universitat Politècnica de Catalunya (Barcelona), Ramon combina aquests aspectes acadèmics amb la seva dedicació a la innovació, la innovació social i la transdisciplinarietat. Va ser Director de Desenvolupament d'Aplicacions a la Fundació i2Cat per a Internet avançat a Catalunya des de la seva fundació. És investigador afiliat del Centre per a la Innovació Organitzacional a la Universitat de Colúmbia a Nova York (COI) i Senior Fellow del Laboratori d'Innovació Estratègica (SLAB) en l'Ontario College of Art and Design. Ha participat activament en la investigació de les implicacions socials de la tecnologia sobre la societat i els individus. Ho ha fet a partir d'iniciatives per portar la tecnologia als ciutadans i perquè els ciutadans donessin forma a les noves tecnologies. Per exemple, en els projectes Breakout (amb l'Architectural League de Nova York i l'Institute for the Future), Urbanlabs (a Barcelona) i al laboratori ciutadà Citilab, Barcelona, del que en va ser un dels fundadors i director d'innovació fins a 2010.
Està especialment convençut de la necessitat de crear consciència respecte a les implicacions de la tecnologia. Ha col·laborat amb diversos professionals i grups de disseny, l'art i amb institucions de comunicació de la ciència. amb projectes per trobar noves maneres de comunicar el potencial positiu però també els riscos de la informàtica i altres tecnologies. En aquest àmbit compta amb un Màster en Comunicació de la Ciència i Tecnologia i ha creat diversos projectes per aconseguir que els ciutadans conegui i discuteixin les possibilitats i implicacions de les tecnologies. Ho va fer mitjançant la promoció de projectes participatius i híbrids amb científics i tecnòlegs, artistes i dissenyadors. Per exemple, en projectes com WGIRT: un protocol per a la investigació transdisciplinària (amb el Centre d'Art Hangar a Barcelona), Soft Control, Common Grounds (Arts Santa Mònica), Science of the City (Tech Museum of Califòrnia i Citilab, Barcelona) i Cultura 2.0 amb el Centre de Cultura Contemporània de Barcelona o Laboratoris Comuns de Creació de Casa Tres Patis (Colòmbia).
Ha actuat com a expert per a diversos programes europeus de recerca en TIC, comunicació i art. És membre de Culture Action Europe. Viu a Barcelona de manera nòmada i actualment coordina el Data Transparency Lab, una iniciativa conjunta de l'MIT, Open Data Institute, Mozilla Foundation i Telefónica I+D.

## Publicacions[3]
- Sangüesa, Ramón «Els nous laboratoris: la tecnocultura i la seva democratització : soroll, límits i oportunitats dels labs». Revista d'etnologia de Catalunya, Núm. 38, 2012, pàg. 50-65. ISSN: 1132-6581 [Consulta: 12 juliol 2016].
- Sangüesa, Ramón «Museos e Internet: estrategias de comunicación». Quark: Ciencia, medicina, comunicación y cultura, Núm. 8 (Exemplar dedicat a: La ciencia en la vitrina), 1997, pàg. 39-46. Arxivat de l'original el 13 d’agost 2016. ISSN: 1135-8521 [Consulta: 12 juliol 2016].
- Suau i Puig, Jaume; Altrimiras, Carlos; Sangüesa i Solé, Ramon. Ponencias y mesas redondas : Congreso Internacional sobre Sistemas de Información Histórica, 6, 7 y 8 de noviembre de 1997, 1998, p. 261-274. ISBN 84-7821-358-9.
- Scholl, Pierre; Sangüesa i Solé, Ramón; Martín Muñoz, Mario; Peyrin, Jean-Pierre. Esquemas algorítmicos fundamentales: secuencias e iteración.  Masson, 1991. ISBN 84-311-0550-X.